# سنقر گندمزار

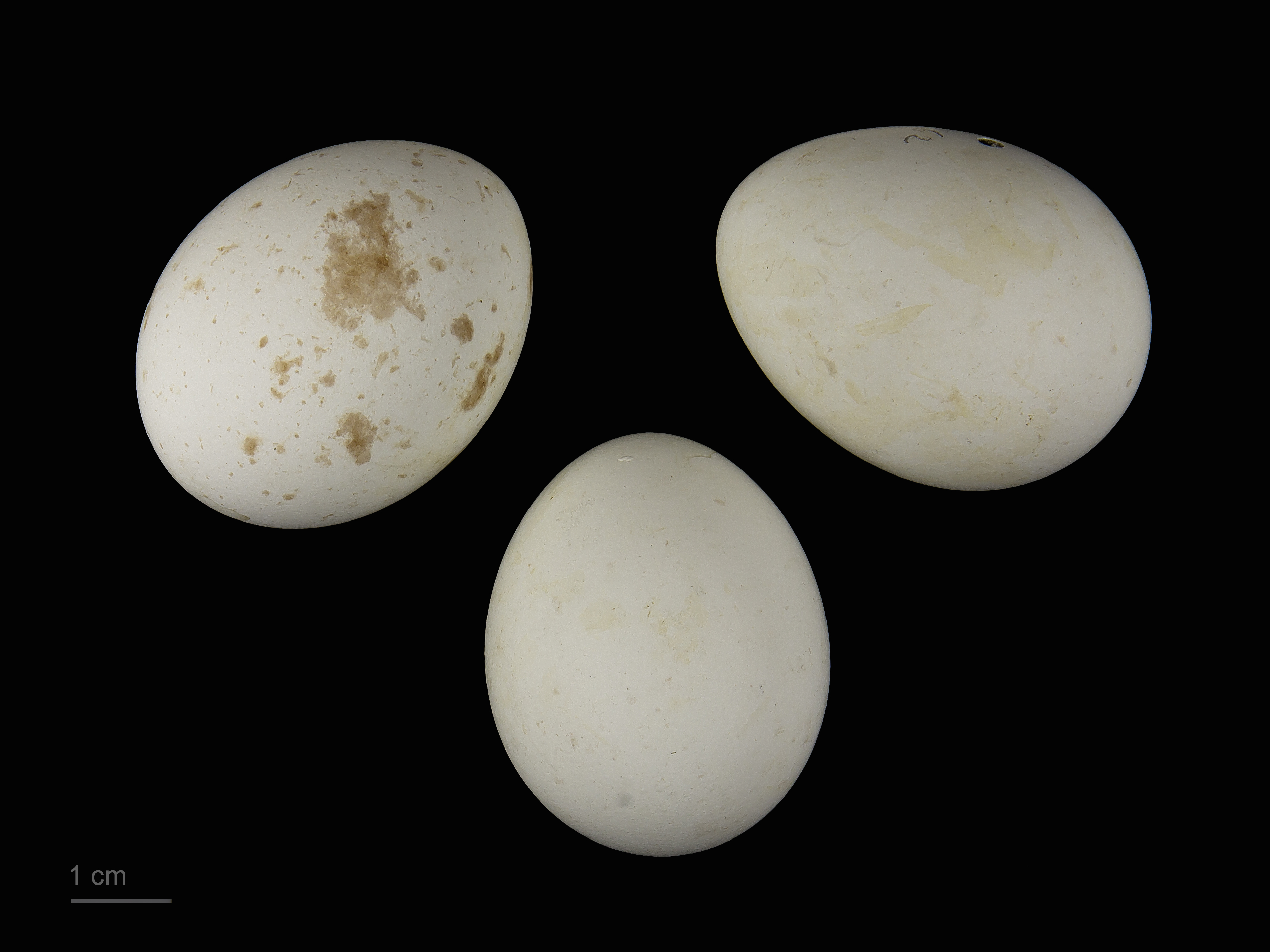
Circus pygargus

سنقر گندمزار (نام علمی: Circus pygargus) یک پرنده شکاری از خانواده باز در تیرهٔ بازان است. این پرنده در مناطق خاک باتلاقی، بیشه‌ها و کشتزارها و نیز در جنگل‌های جوان سوزنی برگ زندگی می‌کند و لابه‌لای گیاهان کنار آب یا به‌طور اتفاقی در کشتزارها آشیانه می‌سازد. در ایران نیز یافت می‌شود: تابستان‌ها، به تعداد کم در شمال غرب و به صورت مهاجر در جنوب دریای خزر و مناطق جنوب غربی دیده می‌شود.